# Питър Рабиновиц
Питър Рабиновиц (на английски: Peter Rabinowitz) е Сидни Уертайм професор по сравнително литературознание.

## Биография
Рабиновиц, който получава бакалавърска (1965, по руска литература), магистърска (1967, по руска литература) и докторска степен (1972, по сравнително литературознание – с дисертация на тема „Комедията на насилието: Владимир Набоков като философски романист“) в Чикагския университет, започва преподавателката си кариера също в Чикаго. Първоначално е асистент по Liberal Arts в Чикагския университет (1966-1968), а след това – доцент по хуманитаристика в колежа Саутуест (1969-1974). Постъпва в колежа Къркланд през 1974 г., а от 1978 г. вече е част от преподавателите на колежа Хамилтън, след като двата колежа се сливат. От 1987 г. Рабиновиц вече е професор по сравнително литературознание в колежа Хамилтън.
Когато е принуден да си направи академична визитка, той описва себе си като теоретик на повествованието със силен интерес към музиката. В действителност, обаче, извън пристрастията си към XIX, XX и XXI век, той предпочита да мисли за себе си като ангажиран дилетант. Той рядко пише за един и същ автор или композитор два пъти и дори няколкото изключения от това правило (Реймънд Чандлър, Дмитрий Шостакович, Достоевски) са доказателство за неследването на някакъв твърд модел. Интересите му са широки и варират от Пруст до черния роман, от рагтайма до операта, от Чехов до почти забравената Е. Д. Е. Н. Саутуърт.
Рабиновиц е един от редакторите на поредиците за теория и интерпретация на наратива на издателството на Държавния университет на Охайо. Като музикален критик той публикува свои есета и рецензии и в много неакадемични издания. Името му присъства в редакционната колегия на Fanfare и е редовен сътрудник на International Record Review.

### На български
- „Завъртането на стъкления ключ: популярната белетристика като стратегия на четене“ (превод от английски Данчо Господинов). – Литературна мисъл, год. XXXV, 1991, кн.5-6, с.243-259 (Ориг. „The Turn of the Glass Key: Popular Literature as a Reading Strategy“. – Critical Inquiry, 11, No. 3, Март 1985, p. 418-431).